# Hybrid fibre-coaxial
Hybrid fiber-coaxial (HFC) è un termine utilizzato nel settore delle telecomunicazioni per una rete a banda larga che combina fibra ottica e cavo coassiale per la trasmissione dati sia per il servizio televisivo che per l'accesso ad internet. È stato comunemente utilizzato a livello globale dagli operatori di televisione via cavo dall'inizio degli anni '90.
In un sistema ibrido di cavi in fibra ottica e coassiale, i canali televisivi vengono inviati dalla centrale fino alle comunità locali attraverso le linee di distribuzione (vedi foto). Nella comunità locale, una scatola chiamata nodo ottico traduce il segnale ottico formato da raggi di luce a radiofrequenza (RF) e lo invia sulle linee di cavi coassiali per la distribuzione del segnale alle residenze degli abbonati. Le linee in fibra ottica installate all'interno del nodo forniscono una larghezza di banda adeguata per consentire l'espansione futura a nuovi servizi e ad alta intensità di banda  .

## Descrizione

Un'architettura HFC fibra-coassiale

La rete in fibra ottica si estende dalla centrale principale , a volte alle centrali regionali, fino al sito di smistamento di quartiere (distribution hub in foto), infine dal nodo ottico parte un cavo coassiale che serve da 25 a 2000 utenti. Una centrale di solito dispone di antenne satellitari per la ricezione di segnali video televisivi e di router per smistare il segnale sulla rete internet, inoltre ospitano anche apparecchiature telefoniche (come centrali telefoniche automatiche) per la fornitura di servizi di telecomunicazione alla comunità.
Una centrale e/o hub regionale riceverà il segnale video dalla centrale principale e aggiungerà ad esso i canali della televisione via cavo pubblici come richiesto dalle autorità locali di marketing e inserirà pubblicità mirata che potrebbe attrarre clienti in determinate zone. I vari servizi (Tv e dati) sono codificati, modulati e convertiti su portanti RF, e successivamente canalizzati su un unico trasmettitore ottico e trasformato in segnale elettrico nel cavo coassiale
Questo trasmettitore ottico converte il segnale elettrico in un segnale ottico che viene successivamente inviato ai nodi. I cavi in fibra ottica collegano la centrale a nodi ottici in una topologia punto-punto oppure in una tipologia a stella o, in alcuni casi, in una topologia ad anello.